# Gaurotes atripennis
Gaurotes atripennis är en skalbaggsart som beskrevs av Masaki Matsushita 1933. Gaurotes atripennis ingår i släktet Gaurotes och familjen långhorningar. Inga underarter finns listade i Catalogue of Life.